# Зимові Дефлімпійські ігри 1953
II Зимові Дефлімпійські ігри пройшли в м. Осло, Норвегія з 20 по 24 лютого 1953 року. У змаганнях взяли участь 33 спортсмени.

## Дисципліни
Змагання пройшли з 4 дисциплін.
| - Гірськолижний спорт - Лижні гонки - Стрибки з трампліна - Лижне двоборство |

## Країни-учасники
В II Зимових дефлімпійських іграх взяли участь спортсмени з 6 країн :
| - Норвегія - Австрія - Німеччина - Фінляндія - Швеція - Югославія |

## Нагороди
Країна господар (Норвегія)
| Місце   | Країна    | Золото | Срібло | Бронза | Загалом |
| ------- | --------- | ------ | ------ | ------ | ------- |
| 1       | Норвегія  | 5      | 4      | 4      | 13      |
| 2       | Фінляндія | 3      | 2      | 2      | 7       |
| 3       | Австрія   | 1      | 1      | 0      | 2       |
| 4       | Югославія | 0      | 1      | 1      | 2       |
| 5       | Швеція    | 0      | 1      | 0      | 1       |
| 6       | Німеччина | 0      | 0      | 1      | 1       |
| Всього: | Всього:   | 9      | 9      | 8      | 26      |